# The Mode
The Mode was een luxe warenhuis in Boise, Idaho. Het warenhuis was actief van 1895 tot 1991.

## Geschiedenis
The Mode, Ltd. werd in 1895 opgericht door Miss Inman en begon haar activiteiten in het I.O.O.F.-gebouw aan 8th Street. Kort daarna kocht Harry Falk van de bekende Falk Department Store-familie, The Mode en verhuisde het naar Main Street 804-808. In 1909 begon de bouw van het The Mode Building op de noordwestelijke hoek van 8th en Idaho Street. Het warenhuis opende zijn deuren op 15 februari 1910. Het gebouw werd ontworpen in de stijl van de architect Louis Sullivan,gekarakteriseerd door verticale lijnen, geometrische patronen en diepe dakoverstekken. Het had vier verdiepingen met grote etalagevensters die het tot een populaire attractie maakten.
In 1929 werd het gebouw gerenoveerd, dat leidde tot de toevoeging van twee ingangen en een uitgebreid kunstafdeling die door bezoekers als beter dan sommige in Parijs werd beschouwd. In 1958 werd het gebouw echter getroffen door een verwoestende brand die begon in de kelder en aanzienlijke schade veroorzaakte, met meer dan een miljoen dollar schade. Na de herbouw opende het gebouw op 16 april 1959 opnieuw zijn deuren, met toevoegingen zoals een bruidconsultant, een barbecue-afdeling en een vernieuwde The Mode Tea Room. 
In 1991 werd de Mode, Ltd. gesloten, mede door de opkomst van het Boise Towne Square Mall en de veranderende winkelgewoonten. Het gebouw bleef leegstaan tot 1994, toen het werd herontwikkeld en opnieuw opende met nieuwe huurders.